# Loi sur le logement de 1937

Discussion par rapport à la loi sur le logement. À droite, l’administrateur fédéral du logement: Stewart McDonald. Au centre: le sénateur Robert Wagner.

La loi sur le logement de 1937, ou Housing Act of 1937 en anglais, également connue sous le nom de loi Wagner-Steagall, est une loi fédérale américaine votée en plein période du New Deal par le 75e Congrès des États-Unis, statuant sur la création de la United States Housing Authority, office du logement du Département américain de l'Intérieur, et permettant à l'État américain de subventionner les États dans leur politique de logement social et de construction d'habitations à loyer modéré.
Cette loi succède à la loi sur le logement de 1934, qui statuait sur la création de la Federal Housing Administration. Ces deux lois sont inspirées des idéaux des housers et de leur chef de file Catherine Bauer, groupe politique militant pour l'amélioration des conditions de logement des plus pauvres.
Les deux députés à l'origine du projet de loi sont le représentant Henry B. Steagall, élu démocrate de l'Alabama, et le sénateur Robert F. Wagner, élu de l'État de New York.
Cette loi a, à plusieurs reprises, été modifiée et améliorée, l'amendement le plus connu étant l'ajout en 1974 de l'article 8, plus connu sous le nom « section 8 », permettant à des bailleurs privés de louer une habitation en tant que logement social selon les conditions imposés par l'office du logement américain.